# Pálhalmai Országos Büntetés-végrehajtási Intézet
A Pálhalmai Országos Büntetés-végrehajtási Intézet Magyarország egyik büntetés-végrehajtási létesítménye Fejér vármegyében.
Központi objektuma Dunaújváros mellett található, a 62-es főút és a Pusztaszabolcs–Paks-vasútvonal kereszteződésétől északkeleti irányban fekvő területen; a közvetlen szomszédságában helyezkedik el a vasút Dunaújváros külső megállóhelye. Két másik objektuma Nagyvenyim területén fekszik, ezek a 62-es főútról Mélykútra vezető 62 115-ös számú mellékúton közelíthetők meg.
Költségvetési szerv, jogi személy. Alaptevékenységei a külön kijelölés által meghatározott körben az alábbiak:
- az előzetes letartóztatással, továbbá
- a felnőtt korú férfi elítéltek börtön és fogház fokozatú szabadságvesztésével,
- a női elítéltek börtön és fogház fokozatú szabadságvesztésével,
- a női elhelyezésével, továbbá
- az elzárással

összefüggő büntetés-végrehajtási feladatok ellátása.
Felügyeleti szerve a Belügyminisztérium, szakfelügyeletet ellátó szerve a Büntetés-végrehajtás Országos Parancsnoksága.
Címe: 2407 Dunaújváros-Pálhalma Pf:7. Az intézet pálhalmai központi létesítményből és három, egymástól több kilométerre fekvő objektumból (Sándorháza, Bernátkút, Mélykút) áll.

## Története
- 1949-ben 600 holdon jött létre a Bernátkúti Állami Gazdaság, ahol 1950-ben kezdődött meg az elítéltek munkáltatása. A gazdaság 1950 júniusában az Igazságügyi Minisztérium felügyelete alá került Bernátkúti Igazságügyi Gazdaság néven (a büntetés-végrehajtási Intézet – az alapító okirat szerint – ez évben létesült.).
- 1954-ben Pálhalma központtal megalakult a Pálhalmai Büntetés-végrehajtás Munkahely Parancsnokság. A gazdaság a Zirci apátság egykori földbirtokán – Rosti Pál botanikus egykori kutatási helyszínén, akiről a hely a nevét kapta – kezdte a gazdálkodást.
- Az intézet 1957-ben a Pálhalmai Célgazdaság elnevezést kapta. Az 1960-as években sertésfiaztató, hízlalda, takarmánykeverő, tehénistáló, gépudvar és gépszín épült.
- Az ipari jellegű foglalkoztatás 1966-ban a Dunai Vasművel közösen létrehozott lemezfeldolgozó üzemmel kezdődött. Sándorházán 1975-ben villamos távvezetékek, majd 1976-ban fémmegmunkáló és egyéb épületszerkezeti elemek gyártására szolgáló üzemet adtak át.
- Az 1970-es évek második felében az állattenyésztés volt a gazdaság legjövedelmezőbb ágazata.  1983-ban befejeződött a hangosi tehenészeti telep fejlesztése. A női foglalkoztatás előbb szemüvegkeret-gyártás, majd filmválogatási és nemesfém-kinyerési munka keretében zajlott.
- A fejlesztésekkel párhuzamosan növekvő elítélt létszám miatt 1972-től a kiszolgáló létesítmények bővítésére került sor.

A jelenlegi rendszerben:
Sándorházán fegyház, börtön és fogház fokozatú férfi elítéltek és előzetes letartóztatottak, 
Bernátkúton börtön és fogház fokozatú férfi elítéltek,
Mélykúton fiatalkorú börtön és fogház fokozatú nők, felnőttkorú börtön és fogház fokozatú nők, előzetes letartóztatottak, továbbá elzárásra ítélt nők töltik szabadságvesztésüket.
A fogvatartottak foglalkoztatását napjainkban a Pálhalmai Agrospeciál Kft. biztosítja.

## Kapcsolódó szócikk
- Büntetés-végrehajtási szervezet